# Wytomyśl (osada leśna)
Wytomyśl – osada leśna w Polsce położona w województwie wielkopolskim, w powiecie nowotomyskim, w gminie Nowy Tomyśl.